# قطعنامه ۴۹۰ شورای امنیت
قطعنامه ۴۹۰ شورای امنیت سازمان ملل متحد که در تاریخ ۲۱ جولای ۱۹۸۱ تصویب شد، سندی بین‌المللی دربارهٔ لبنان است. این قطعنامه طی نشست ۲٬۲۹۳ام با ۱۵ موافق، ۰ مخالف و ۰ ممتنع تصویب شد.